# 埃尼库尔
埃尼库尔（法語：Hernicourt，法語發音：[ɛʁnikuʁ]）是法国上法蘭西大區加来海峡省的一个市镇，属于阿拉斯区。

## 地理
埃尼库尔（50°24'19"N, 2°18'24"E）面积9.85 平方千米，位于法国上法蘭西大區加来海峡省，该省份为法国北部沿海省份，西北濒北海，南至索姆省，东临北部省。
与埃尼库尔接壤的市镇（或旧市镇、城区）包括：埃斯特吕、蒙希卡约、皮埃尔蒙、特鲁瓦沃、泰努瓦斯河畔瓦夫朗、孔特维尔昂泰尔努瓦、克鲁瓦昂泰尔努瓦、弗勒里、戈尚韦尔卢万。
埃尼库尔的时区为UTC+01:00、UTC+02:00（夏令时）。

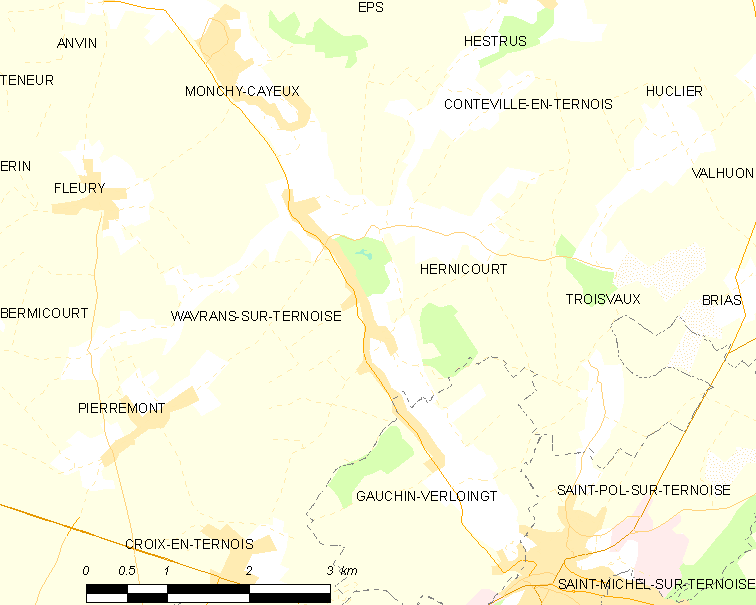
埃尼库尔的OSM定位图

## 行政
埃尼库尔的邮政编码为62130，INSEE市镇编码为62442。

## 政治
埃尼库尔所属的省级选区为泰努瓦斯河畔圣波勒县。

## 人口

1962-2008年间埃尼库尔人口变化图示

埃尼库尔于2022年1月1日时的人口数量为513人。